# Stig Lindmark
Stig Valter Lindmark, född 12 juli 1936, död 27 augusti 2012, var en svensk travtränare som inledde sin professionella karriär i Boden 1959 (det förekommer felaktiga uppgifter om att det skulle vara 1957, men 1959 är det rätta. Han körde två lopp i Boden som amatör 1958, men hade den licensen i Skellefteå). 
Lindmark var hemmahörande i Skellefteå, där han också verkade större delen av sin karriär. Han var, vid sin död, Sveriges näst meste champion med 64 banchampionat. 2008 fick han utmärkelsen Travsportens Hedersutmärkelse, och 2013 blev han invald i Travsportens Hall of Fame.
Hans mest framstående hästar under tävlingskarriären var Sabin (182 segrar), Amos Dote och Handbag. Nämnas bör även Dun Bunter som (tillsammans med Molnets Broder) tagit flest segrar genom tiderna (113 st) bland svenska varmblodiga travhästar. Stig Lindmark vann 3.190 segrar under sin aktiva körsvenskarriär som avslutades med pension 2003. Lindmark avled den 27 augusti 2012, i sviterna av skador han fått efter att ha blivit påkörd av en bil utanför Skellefteå.
Han har även fått travloppet Stig Lindmarks Styrkeprov uppkallat efter sig. Stig Lindmark är begravd på Lunds kyrkogård i Skellefteå.